# Дитякин, Валентин Тихонович
Валентин Тихонович Дитякин (1896, село Каменка, Пензенская губерния — 1956, Москва) — историк, преподаватель. Член ВКП(б) (с 1932). Доктор исторических наук. Действительный член Общества историков-марксистов при Коммунистической академии (с 1926), Научной ассоциации востоковедения при ЦИК СССР.

## Биография
1917 — окончил историко-филологический факультет Казанского университета с серебряной медалью.
1918—1931 — профессор, член коллегии, зав. кафедрой, проректор Казанского педагогического института. Одновременно:

1918—1923 — профессор, декан Казанского политехнического института, преподаватель других вузов г. Казани.

1920—1921 — работал в политотделе штаба Запасной армии Республики.

1923—1925 — депутат Казанского горсовета.
1931—1941 — сотрудник Института истории науки и техники (ИИНИТ) Коммунистической академии, Института народов Востока и Института промышленно-экономических исследований Наркомтяжпрома СССР, профессор Всесоюзной промакадемии им. И. В. Сталина, 2-го Московского государственного педагогического института иностранных языков.
1943—1946 — ученый секретарь Славянской комиссии АН СССР (1943—1946); одновременно (1944—1956) профессор филологического факультета МГУ.
Специалист в области славяноведения и балканистики.
Похоронен на 37 участке Ваганьковского кладбища.